# UCI-Mountainbike-Weltcup 2008
Beim UCI-Mountainbike-Weltcup 2008 wurden durch die Union Cycliste Internationale Weltcup-Sieger im Cross-Country, im Downhill, im Four Cross und im MTB-Marathon ermittelt.
Insgesamt wurden im Cross-Country XCO neun sowie im Downhill und Four Cross jeweils sieben Wettbewerbe ausgetragen. Im MTB-Marathon fanden nur zwei Rennen statt, im Folgejahr 2009 wurde die Disziplin komplett aus dem Weltcup-Programm gestrichen.

## Cross-Country

### Frauen Elite
| Rnd | Datum         | Ort              | Erste                | Zweite               | Dritte               |
| --- | ------------- | ---------------- | -------------------- | -------------------- | -------------------- |
| 1   | 20. April     | Houffalize       | Ren Chengyuan        | Irina Kalentieva     | Marie-Hélène Prémont |
| 2   | 27. April     | Offenburg        | Irina Kalentieva     | Marie-Hélène Prémont | Ren Chengyuan        |
| 3   | 4. Mai        | Madrid           | Gunn-Rita Dahle      | Marie-Hélène Prémont | Margarita Fullana    |
| 4   | 1. Juni       | Vallnord         | Margarita Fullana    | Eva Lechner          | Marie-Hélène Prémont |
| 5   | 8. Juni       | Fort William     | Marie-Hélène Prémont | Marga Fullana        | Sabine Spitz         |
| 6   | 26. Juli      | Mont Sainte-Anne | Marie-Hélène Prémont | Catharine Pendrel    | Lene Byberg          |
| 7   | 3. August     | Bromont          | Catharine Pendrel    | Marie-Hélène Prémont | Kateřina Nash        |
| 8   | 30. August    | Canberra         | Irina Kalentieva     | Rosara Joseph        | Catharine Pendrel    |
| 9   | 14. September | Schladming       | Maja Włoszczowska    | Irina Kalentieva     | Marie-Hélène Prémont |

Gesamtwertung
| Platz | Name                 | Punkte |
| ----- | -------------------- | ------ |
| 1.    | Marie-Hélène Prémont | 1580   |
| 2.    | Catharine Pendrel    | 1243   |
| 3.    | Margarita Fullana    | 1060   |
| 4.    | Irina Kalentieva     | 900    |
| 5.    | Georgia Gould        | 890    |
| 6.    | Lene Byberg          | 870    |

### Männer Elite
| Rnd | Datum         | Ort              | Erster           | Zweiter              | Dritter                |
| --- | ------------- | ---------------- | ---------------- | -------------------- | ---------------------- |
| 1   | 20. April     | Houffalize       | Julien Absalon   | Nino Schurter        | Christoph Sauser       |
| 2   | 27. April     | Offenburg        | Julien Absalon   | Christoph Sauser     | Florian Vogel          |
| 3   | 4. Mai        | Madrid           | Julien Absalon   | José Antonio Hermida | Jean-Christophe Péraud |
| 4   | 1. Juni       | Vallnord         | Christoph Sauser | Burry Stander        | Geoff Kabush           |
| 5   | 8. Juni       | Fort William     | Florian Vogel    | Nino Schurter        | Christoph Sauser       |
| 6   | 26. Juli      | Mont Sainte-Anne | Julien Absalon   | Geoff Kabush         | Burry Stander          |
| 7   | 3. August     | Bromont          | Julien Absalon   | Lukas Flückiger      | Adam Craig             |
| 8   | 30. August    | Canberra         | Ralph Näf        | José Antonio Hermida | Geoff Kabush           |
| 9   | 14. September | Schladming       | Christoph Sauser | José Antonio Hermida | Iván Álvarez           |

Gesamtwertung
| Platz | Name                 | Punkte |
| ----- | -------------------- | ------ |
| 1.    | Julien Absalon       | 1340   |
| 2.    | Christoph Sauser     | 1195   |
| 3.    | José Antonio Hermida | 1064   |
| 4.    | Geoff Kabush         | 1030   |
| 5.    | Burry Stander        | 992    |
| 6.    | Adam Craig           | 878    |

## Cross-Country Marathon

### Frauen Elite
| Rnd | Datum      | Ort      | Erste         | Zweite              | Dritte          |
| --- | ---------- | -------- | ------------- | ------------------- | --------------- |
| 1   | 16. März   | Manavgat | Pia Sundstedt | Annabella Stropparo | Esther Süss     |
| 2   | 5. Oktober | Ornans   | Petra Henzi   | Esther Süss         | Blaža Klemenčič |

Gesamtwertung
| Platz | Name            | Punkte |
| ----- | --------------- | ------ |
| 1.    | Pia Sundstedt   | 380    |
| 2.    | Esther Süss     | 360    |
| 3.    | Blaža Klemenčič | 310    |
| 4.    | Petra Henzi     | 250    |
| 5.    | Janka Števková  | 230    |
| 6.    | Carina Ketonen  | 230    |

### Männer Elite
| Rnd | Datum      | Ort      | Erster               | Zweiter      | Dritter    |
| --- | ---------- | -------- | -------------------- | ------------ | ---------- |
| 1   | 16. März   | Manavgat | Thomas Dietsch       | Alban Lakata | Karl Platt |
| 2   | 5. Oktober | Ornans   | Héctor Leonardo Páez | Lukas Buchli | Karl Platt |

Gesamtwertung
| Platz | Name                 | Punkte |
| ----- | -------------------- | ------ |
| 1.    | Héctor Leonardo Páez | 390    |
| 2.    | Thomas Dietsch       | 370    |
| 3.    | Alban Lakata         | 350    |
| 4.    | Karl Platt           | 320    |
| 5.    | Jochen Käß           | 210    |
| 6.    | Hannes Genze         | 210    |

## Downhill

### Frauen Elite
| Rnd | Datum         | Ort              | Erste           | Zweite          | Dritte          |
| --- | ------------- | ---------------- | --------------- | --------------- | --------------- |
| 1   | 11. Mai       | Maribor          | Sabrina Jonnier | Rachel Atherton | Emmeline Ragot  |
| 2   | 1. Juni       | Vallnord         | Rachel Atherton | Sabrina Jonnier | Floriane Pugin  |
| 3   | 8. Juni       | Fort William     | Tracy Moseley   | Sabrina Jonnier | Rachel Atherton |
| 4   | 26. Juli      | Mont Sainte-Anne | Rachel Atherton | Sabrina Jonnier | Tracy Moseley   |
| 5   | 2. August     | Bromont          | Rachel Atherton | Sabrina Jonnier | Tracy Moseley   |
| 6   | 31. August    | Canberra         | Tracy Moseley   | Rachel Atherton | Sabrina Jonnier |
| 7   | 14. September | Schladming       | Rachel Atherton | Floriane Pugin  | Sabrina Jonnier |

Gesamtwertung
| Platz | Name            | Punkte |
| ----- | --------------- | ------ |
| 1.    | Rachel Atherton | 1533   |
| 2.    | Sabrina Jonnier | 1335   |
| 3.    | Tracy Moseley   | 1272   |
| 4.    | Emmeline Ragot  | 898    |
| 5.    | Floriane Pugin  | 852    |
| 6.    | Fionn Griffiths | 798    |

### Männer Elite
| Rnd | Datum         | Ort              | Erster            | Zweiter          | Dritter      |
| --- | ------------- | ---------------- | ----------------- | ---------------- | ------------ |
| 1   | 11. Mai       | Maribor          | Samuel Hill       | Julien Camellini | Steve Peat   |
| 2   | 1. Juni       | Vallnord         | Gee Atherton      | Samuel Hill      | Greg Minnaar |
| 3   | 8. Juni       | Fort William     | Greg Minnaar      | Gee Atherton     | Steve Peat   |
| 4   | 26. Juli      | Mont Sainte-Anne | Greg Minnaar      | Samuel Hill      | Gee Atherton |
| 5   | 2. August     | Bromont          | Samuel Hill       | Greg Minnaar     | Steve Peat   |
| 6   | 31. August    | Canberra         | Greg Minnaar      | Nathan Rennie    | Gee Atherton |
| 7   | 14. September | Schladming       | Samuel Blenkinsop | Samuel Hill      | Gee Atherton |

Gesamtwertung
| Platz | Name              | Punkte |
| ----- | ----------------- | ------ |
| 1.    | Greg Minnaar      | 1354   |
| 2.    | Samuel Hill       | 1293   |
| 3.    | Gee Atherton      | 1207   |
| 4.    | Steve Peat        | 1099   |
| 5.    | Samuel Blenkinsop | 794    |
| 6.    | Fabien Barel      | 717    |

## Four Cross

### Frauen Elite
| Rnd | Datum         | Ort              | Erste             | Zweite         | Dritte          |
| --- | ------------- | ---------------- | ----------------- | -------------- | --------------- |
| 1   | 10. Mai       | Maribor          | Anneke Beerten    | Anita Molcik   | Fionn Griffiths |
| 2   | 1. Juni       | Vallnord         | Anneke Beerten    | Mio Suemasa    | Fionn Griffiths |
| 3   | 7. Juni       | Fort William     | Jana Horáková     | Rachel Seydoux | Anneke Beerten  |
| 4   | 26. Juli      | Mont Sainte-Anne | Melissa Buhl      | Mio Suemasa    | Fionn Griffiths |
| 5   | 2. August     | Bromont          | Anneke Beerten    | Anita Molcik   | Mio Suemasa     |
| 6   | 30. August    | Canberra         | Caroline Buchanan | Anneke Beerten | Julia Boer      |
| 7   | 12. September | Schladming       | Romana Labounková | Anneke Beerten | Jana Horáková   |

Gesamtwertung
| Platz | Name              | Punkte |
| ----- | ----------------- | ------ |
| 1.    | Anneke Beerten    | 1230   |
| 2.    | Anita Molcik      | 540    |
| 3.    | Mio Suemasa       | 480    |
| 4.    | Fionn Griffiths   | 460    |
| 5.    | Melissa Buhl      | 420    |
| 6.    | Caroline Buchanan | 370    |

### Männer Elite
| Rnd | Datum         | Ort              | Erster          | Zweiter         | Dritter            |
| --- | ------------- | ---------------- | --------------- | --------------- | ------------------ |
| 1   | 10. Mai       | Maribor          | Rafael Álvarez  | Guido Tschugg   | Johannes Fischbach |
| 2   | 1. Juni       | Vallnord         | Dan Atherton    | Brian Lopes     | Guido Tschugg      |
| 3   | 7. Juni       | Fort William     | Jared Graves    | Joost Wichman   | Dan Atherton       |
| 4   | 26. Juli      | Mont Sainte-Anne | Rafael Álvarez  | Romain Saladini | Guido Tschugg      |
| 5   | 2. August     | Bromont          | Rafael Álvarez  | Cédric Gracia   | Guido Tschugg      |
| 6   | 30. August    | Canberra         | Jared Graves    | Sam Willoughby  | Luke Madill        |
| 7   | 12. September | Schladming       | Romain Saladini | Dan Atherton    | Joost Wichman      |

Gesamtwertung
| Platz | Name            | Punkte |
| ----- | --------------- | ------ |
| 1.    | Rafael Álvarez  | 895    |
| 2.    | Guido Tschugg   | 830    |
| 3.    | Dan Atherton    | 755    |
| 4.    | Cédric Gracia   | 610    |
| 5.    | Romain Saladini | 590    |
| 6.    | Jared Graves    | 500    |